# Roza Sarkisyan
Roza Sarkisyan (Armeens: Ռոզա Սարկիսյան,Oekraïens: Роза Володимирівна Саркісян) (Stepanakert, Nagorno-Karabachse Autonome Oblast, 20 januari 1987) is een Armeens-Oekraïens toneelregisseuse en theaterdirecteur. Op vijfjarige leeftijd verhuisde ze met haar ouders van de Nagorno-Karabachse Autonome Oblast naar Oekraïne, waar ze van 2004 tot 2009 sociologie studeerde aan de Universiteit van Kharkiv. In 2012 studeerde ze af aan de Nationale Universiteit voor Kunst in Kharkiv. Sinds 2019 is ze de theaterdirecteur van het Ivano-Frankivsk National Academic Drama-theater.
Samen met de Poolse toneelschrijfster Joanna Wichowska werkte ze in Lviv aan de productie van PIĘKNE, PIĘKNE, PIĘKNE CZAS (Wonderful wonderful wonderful times).
- Virtual International Authority File: 274164539804732240003